# Johannes de Sacrobosco
Johannes de Sacrobosco, másképp Ioannes de Sacro Bosco, később John of Holywood vagy John of Holybush (1195 körül–1256 körül) középkori szerzetes, csillagász, matematikus és tudós, aki a Párizsi Egyetemen tanított. Értekezés a szféráról (Tractatus de sphaera) című csillagászati bevezetője hosszú ideig meghatározó alapmű volt, amelyet az oktatásban tankönyvként használtak. De sphaera jellemző képet nyújt a középkor utolsó évszázadainak ismereteiről. Matematikusként a hindu-arab számrendszerrel és a húsvét időpontjának meghatározásával is foglalkozott.

## Élete
Sacrobosco életének részleteiről, eseményeiről nagyon keveset tudunk. Pontos születési éve és helye bizonytalan. Robertus Anglicus 1271-ben azt írta, Sacrobosco Angliában született. Az angol mellett felmerült lehetőségként a skót vagy az ír származás is. Nem jobban dokumentált az a történet, hogy az Oxfordi Egyetemen tanult. 17. századi beszámoló szerint 1221. június 5-én érkezett a Párizsi Egyetemre, de hogy diákként vagy tanítóként, az nem világos. Idővel ott kezdett el matematikai szakterületeken tanítani. Halálával kapcsolatos részletek hasonlóan homályosak. A párizsi Saint-Mathurin kolostorban sírhelyét jelölő latin felirat szerint a húsvétszámítás szakértője (computista) volt:
De Sacrobosco qui computista Joannes
tempora discrevit, iacet hic a tempore raptus.
Tempora qui sequeris, memor esto quod morieris.
Si miser es, plora: miserans pro me procor ora.

## Munkássága

### Algorismus
Sacrobosco első műve az Algorismus / De arte numerandi, ami egy rövid bevezetés a hindu-arab számírásba. Pontosan magyarázza el benne, hogyan kell elvégezni a hétköznapi, alapvető számtani műveleteket ‘arab’ számokkal. 1225 körülre, illetve 1230 előttre datálják. Ez a kis tankönyv még háromszáz évvel első megjelenése után is népszerű volt.

### Tractatus de sphaera
Legismertebb alkotásaként jegyzett Tractatus de sphaera / De sphaera mundi 1230 körül jelent meg, és olvasmányos beszámolót ad a ptolemaioszi világképről. Négy fejezetből áll. Az elsőben a Föld formájával, helyével foglalkozik a gömbölyű világegyetemben. A másodikban az égbolt különféle köreiről szól. A harmadikban leírja az égitestek felmozgását és lenyugvását különböző földrajzi helyekről, míg az utolsó fejezetben a bolygók körforgásáról, mozgásáról, valamint a hold- és napfogyatkozás okairól értekezik. A nyugat-európai egyetemeken csillagászatot tanulók számára még négyszáz évig fontos tankönyv. Jelentőségét, népszerűségét jól mutatja, hogy a könyvnyomtatás időszaka előtt számos kézi másolatot készítettek belőle. Ha eltekintünk a puszta naptáraktól és előrejelzésektől, akkor lényegében az első kinyomtatott (1472) csillagászati szöveg.
Sacrobosco a Föld gömbölyűségét ezen jelenségek alapján vezette le:
- az induló hajó árboca a hajótest után tűnik el a látótérből
- keletebbre élőknek a csillagok korábban kelnek és nyugszanak, mint a nyugatiak számára
- különböző szélességi fokokon más-más csillagokat látunk

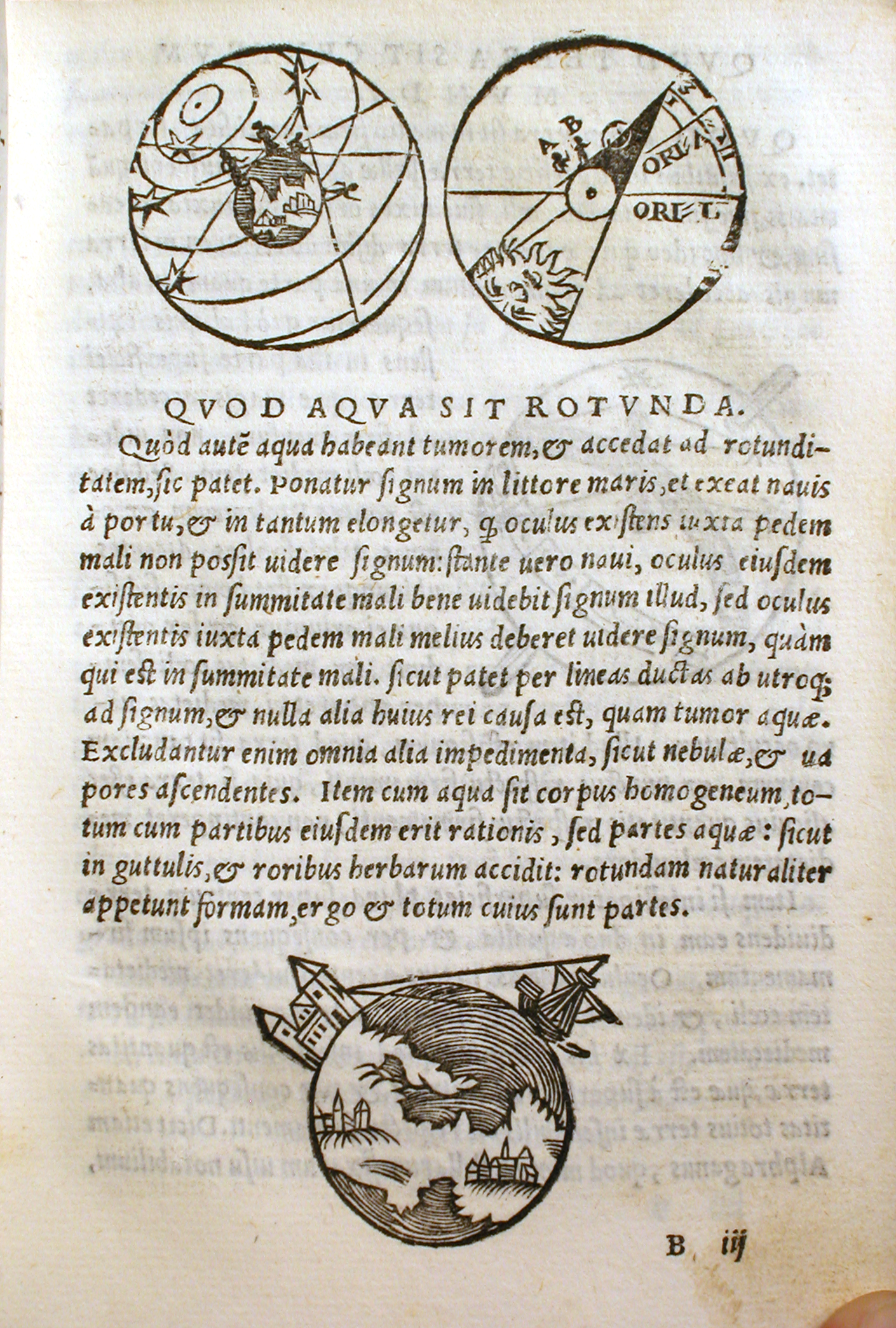
De sphaera 16. századi kiadásából

### De anni ratione
A De anni ratione / Compotus ecclesiasticus című leghosszabb munkája a húsvét dátumának kiszámításáról szól, amelyben Sacrobosco helyesen írta le az akkor használt Julianus-naptár hiányosságait, és a modern Gergely-naptárhoz hasonló megoldást javasolt három évszázaddal annak bevezetése előtt. 1235 környékén adták ki.

### Tractatus de quadrante
Rövid szöveg, amely a régi kvadráns (quadrans vetus) csillagászati műszer szerkezetét és használatát írja le.

## Emlékezete
- A Holdon egy becsapódási kráter (Sacrobosco-kráter) őrzi emlékét.
- Jana Tichá és Miloš Tichý cseh csillagászok által 1997-ben felfedezett aszteroidát is róla nevezték el. 2021. május 14-én a 14541 Sacrobosco nevet kapta.[8]

## Fordítás
- Ez a szócikk részben vagy egészben  a   Johannes de Sacrobosco című angol Wikipédia-szócikk ezen változatának fordításán alapul.  Az eredeti cikk szerkesztőit annak laptörténete sorolja fel. Ez a jelzés csupán a megfogalmazás eredetét és a szerzői jogokat jelzi, nem szolgál a cikkben szereplő információk forrásmegjelöléseként.